# Kojima KE009
Kojima KE009 – samochód Formuły 1, zaprojektowany przez Masao Ono i skonstruowany przez Kojima Engineering. Uczestniczył w Grand Prix Japonii 1977, a jego kierowcami byli Noritake Takahara i Kazuyoshi Hoshino.

## Historia
Podczas Grand Prix Japonii 1976 zespół Kojima z modelem KE007 zadebiutował w Formule 1. Samochód został zaprojektowany przez Masao Ono, pracującego wcześniej w Maki Engineering. Model ten został zbudowany wyłącznie przez Japończyków. Do innowacyjnych rozwiązań zastosowanych w KE007 należały m.in. wykorzystanie telemetrii oraz włókna węglowego. Kierowca samochodu, Masahiro Hasemi, zajął w wyścigu jedenaste miejsce.
Kojima skonstruowała następcę modelu na Grand Prix Japonii 1977. Za projekt ponownie był odpowiedzialny Ono. Pojazd był napędzany przez silnik Ford Cosworth DFV, sprzężony z pięciostopniową skrzynią biegów Hewland FGA400. Model korzystał z opon Bridgestone. Zbudowano dwa egzemplarze, którymi ścigali się Noritake Takahara i Kazuyoshi Hoshino. W kwalifikacjach Hoshino był jedenasty, a Takahara – dziewiętnasty. Takahara odpadł z wyścigu na drugim okrążeniu wskutek wypadku, natomiast Hoshino ukończył zawody jako jedenasty.
Po Grand Prix Japonii doszło do konfliktu właściciela zespołu, Matsuhisy Kojimy, z firmą Bridgestone. Kojima był przekonany, że niezadowalające rezultaty w Grand Prix były wynikiem przede wszystkim nieudanych opon i w tym celu na własny koszt zorganizował test KE009 na Fuji Speedway z Keke Rosbergiem za kierownicą. Rosberg najpierw przeprowadził testy opon Bridgestone z ciśnieniem 1,3 atm, a następnie 1,8 atm; wykazały one lepszą szybkość z większym ciśnieniem. Następnie Rosberg i Kunimitsu Takahashi testowali model KE009 z oponami Goodyear. Kierowcy ci ustalili czas o 1,9 sekundy lepszy od czasu z oponami Bridgestone. Widząc to, Matsuhisa Kojima zażądał od Bridgestone odszkodowania, ale firma oponiarska odmówiła.
Chociaż planowano wystawić model KE009 w 1979 roku, nie doszło do tego. Kojima KE009 była ostatnim modelem Kojimy w Formule 1.

## Wyniki w Formule 1
| Legenda oznaczeń w tabelach wyników Wyświetl szablon na nowej stronie | Legenda oznaczeń w tabelach wyników Wyświetl szablon na nowej stronie                                                                     |
| Oznaczenie                                                            | Wyjaśnienie |
| --------------------------------------------------------------------- | --- |
| Złoty                                                                 | Zwycięzca lub mistrzostwo |
| Srebrny                                                               | 2. miejsce lub wicemistrzostwo |
| Brązowy                                                               | 3. miejsce lub II wicemistrzostwo |
| Zielony                                                               | Ukończył, punktował (w klasyfikacji generalnej, gdy zdobył co najmniej jeden punkt na przestrzeni sezonu, poza trzema powyższymi opcjami) |
| Niebieski                                                             | Ukończył, nie punktował (w klasyfikacji generalnej, gdy nie zdobył co najmniej jednego punktu na przestrzeni sezonu)                      |
| Czerwony                                                              | Nie zakwalifikował się (NZ) |
| Czerwony                                                              | Nie prekwalifikował się (NPK) |
| Różowy                                                                | Nie ukończył (NU) |
| Różowy                                                                | Niesklasyfikowany (NS) (w klasyfikacji generalnej, gdy nie został sklasyfikowany w żadnym wyścigu sezonu)                                 |
| Czarny                                                                | Zdyskwalifikowany (DK) |
| Czarny                                                                | Wykluczony (WYK/EX) |
| Biały                                                                 | Nie wystartował (NW) |
| Biały                                                                 | Kontuzjowany (K/INJ) |
| Biały                                                                 | Wyścig odwołany (OD/C) |
| Bez koloru                                                            | Został wycofany (WYC/WD) |
| Bez koloru                                                            | Nie przybył (NP/DNA) |
| Bez koloru                                                            | Nie brał udziału w treningach (NT/DNP) |
| Bez koloru                                                            | Nie został zgłoszony (–) |
| Pogrubienie                                                           | Start z pole position |
| Kursywa                                                               | Najszybsze okrążenie wyścigu |
| †                                                                     | Nie ukończył, ale jego rezultat został zaliczony ze względu na przejechanie więcej niż 90% dystansu wyścigu.                              |
| *                                                                     | Sezon w trakcie |
| 1/2/3                                                                 | Punktowana pozycja w sprincie kwalifikacyjnym                                                                                             |
| Lista systemów punktacji Formuły 1                                    | |

| Sezon | Zespół                    | Silnik | Kierowcy          | Wyniki w poszczególnych eliminacjach | Wyniki w poszczególnych eliminacjach | Wyniki w poszczególnych eliminacjach | Wyniki w poszczególnych eliminacjach | Wyniki w poszczególnych eliminacjach | Wyniki w poszczególnych eliminacjach | Wyniki w poszczególnych eliminacjach | Wyniki w poszczególnych eliminacjach | Wyniki w poszczególnych eliminacjach | Wyniki w poszczególnych eliminacjach | Wyniki w poszczególnych eliminacjach | Wyniki w poszczególnych eliminacjach | Wyniki w poszczególnych eliminacjach | Wyniki w poszczególnych eliminacjach | Wyniki w poszczególnych eliminacjach | Wyniki w poszczególnych eliminacjach | Wyniki w poszczególnych eliminacjach | Wyniki kierowców | Wyniki kierowców | Wyniki konstruktora | Wyniki konstruktora |
| 1977  |                           |        |                   | Argentyna                            | Brazylia                             |                                      | Stany Zjednoczone                    |                                      | Monako                               | Belgia                               | Szwecja                              | Francja                              | Wielka Brytania                      | Niemcy                               | Austria                              | Holandia                             | Włochy                               | Stany Zjednoczone                    | Kanada                               | Japonia                              | Pkt.             | Msc.             | Pkt.                | Msc.                |
| ----- | ------------------------- | ------ | ----------------- | ------------------------------------ | ------------------------------------ | ------------------------------------ | ------------------------------------ | ------------------------------------ | ------------------------------------ | ------------------------------------ | ------------------------------------ | ------------------------------------ | ------------------------------------ | ------------------------------------ | ------------------------------------ | ------------------------------------ | ------------------------------------ | ------------------------------------ | ------------------------------------ | ------------------------------------ | ---------------- | ---------------- | ------------------- | ------------------- |
| 1977  | Kojima Engineering        | Ford   | Noritake Takahara | -                                    | -                                    | -                                    | -                                    | -                                    | -                                    | -                                    | -                                    | -                                    | -                                    | -                                    | -                                    | -                                    | -                                    | -                                    | -                                    | NU                                   | 0                | NS               | 0                   | 15                  |
| 1977  | Heroes Racing Corporation | Ford   | Kazuyoshi Hoshino | -                                    | -                                    | -                                    | -                                    | -                                    | -                                    | -                                    | -                                    | -                                    | -                                    | -                                    | -                                    | -                                    | -                                    | -                                    | -                                    | 11                                   | 0                | 37               | 0                   | 15                  |